# 동양인 (음악 그룹)
동양인은 2013년에 결성된 대한민국의 2인조 그룹이다.

## 음반 목록
- 《카레캑캑》 (2013년)